# Sign (FLOWの曲)
「Sign」（サイン）は、FLOWのメジャー18枚目、通算22枚目のシングル。2010年1月13日にKi/oon Recordsより発売された。

## 概要
- 前作「SNOW FLAKE 〜記憶の固執〜/PULSE」から1年1ヶ月ぶりのシングル。ちなみに、シングル同士のインターバルとしては一番長い期間（401日）となる。
- 初回盤と通常盤でジャケットが異なり、初回盤にはアーティスト写真が使われており、これは「COLORS」以来となる。また、DVDが付いてくる。
- 本作の宣伝として、2010年1月17日にラゾーナ川崎のルーファ広場にてフリーライブを行った[2]。また、神奈川県内のHMVでの購入特典でFLOWのメンバーのサイン色紙のプレゼントとハイタッチを行った。
- オリコンチャートで初登場で4位にランクインし、｢WORLD END｣以来のトップ10入りを果たした。
- キャッチコピーは、『「その痛みが君を守ってるんだ」FLOW渾身の男泣きソング！！』
- 2019年にはSpotifyにおいて2000万回再生を突破した。さらにそれを記念した新MVの制作が決定し、「みんなでつくる「Sign」Music Video企画】」と題し、世界中から歌唱動画や演奏動画を募集し制作されシングルリリースからちょうど10年を迎えた1月13日に新MVがYouTubeにおいて公開された。
- 2021年にはSpotifyでの再生回数が7000万回を超え、FLOWの全楽曲中、サブスクリプションサービスにて最も再生された楽曲となった。

## 収録曲

### 通常盤
全作詞：KOHSHI ASAKAWA、作曲：TAKESHI ASAKAWA
1. Sign
  - 編曲：FLOW

テレビ東京系アニメ『NARUTO -ナルト- 疾風伝』第6期オープニングテーマ[3]。
テレビ東京系アニメ『NARUTO -ナルト- 少年篇』1周目（第5期）エンディングテーマ[4]。
FLOWが『NARUTO』の主題歌を担当するのは「GO!!!」「Re:member」「SUMMER FREAK」に次いで4度目。
2011年にレコチョクが調査した『NARUTO』の名曲ランキングでは、自身の「GO!!!」に次いで、この曲が3位にランクインした[5]。
2. Nowhere 〜君に贈る俺らなりの応援歌〜
  - 編曲：FLOW
3. Bring it on! -Reggaeton Mix-
  - 編曲：TAKE
4. Sign -NARUTO Opening Mix-
5. Sign -Instrumental-

### 初回盤
1. Sign
2. Nowhere 〜君に贈る俺らなりの応援歌〜
3. FLOW x NARUTO -Time machine Special Mix-
これまで『NARUTO』の主題歌に起用された「GO!!!」、「Re:member」に加え、今回の「Sign」の3曲を、リリースした順にリミックスしたもの。なお、少年篇に起用された「SUMMER FREAK」は使用されていない。演奏時間は9分20秒にも及ぶ。また、「Sign」はピアノの音を取り入れたバラード調にアレンジされている。
4. Sign -NARUTO Opening Mix-
5. Sign -Instrumental-

## 収録アルバム
- MICROCOSM（#1）
- FLOW ANIME BEST（#1）
- BEST HIT NARUTO（#1）
- FLOW ANIME BEST 極（#1）
- FLOW THE BEST 〜アニメ縛り〜（#1）

## カバー
Sign
- MADKID - 2022年8月24日発売の2ndアルバム『BOUNDARY』に収録。